# Coupe des nations de rink hockey 1933
Navigation
Coupe des nations 1932 Coupe des nations 1934
La Coupe des nations de rink hockey 1973 est la 44e édition de la compétition. La coupe se déroule durant le mois d'avril 1933 à Montreux.

## Déroulement
La compétition se compose d'un championnat à quatre équipes, entre les clubs champions d'Allemagne, de France, d'Italie et de Suisse. Chaque équipe joue à deux reprises contre les trois autres.
L'Allemagne de Stuttgart surprend le public durant l'unique match de la première journée en battant les Bordelais de France.

## Résultats
|    | Équipes        | Pts | J | G | N | P | BP | BC | Diff |
| -- | -------------- | --- | - | - | - | - | -- | -- | ---- |
| 1º | Stuggart RC    | 9   | 6 | 4 | 1 | 1 | 24 | 13 | 11   |
| 2º | HC Montreux    | 7   | 6 | 3 | 1 | 2 | 21 | 22 | -1   |
| 3º | Stade Bordeaux | 4   | 6 | 2 | 0 | 4 | 25 | 30 | -5   |
| 4º | Milan SHC      | 4   | 6 | 2 | 0 | 4 | 18 | 23 | -5   |

|               | SRC | MON | BOR | MIL |
| ------------- | --- | --- | --- | --- |
| Stuggart RC   |     | 4-2 | 6-0 | 2-1 |
| HC Montreux   | 2-2 |     | 6-5 | 4-2 |
| Stade Bordéus | 4-8 | 3-5 |     | 9-2 |
| Milan SHC     | 4-2 | 6-2 | 3-4 |     |

## Classement final
| Classement | Équipe         |
| ---------- | -------------- |
|            | Stuggart RC    |
|            | HC Montreux    |
|            | Stade Bordeaux |
| 4          | Milan SHC      |

| Vainqueur du tournoi de Montreux 1933 |
| ------------------------------------- |
| Stuggart RC 1°                        |

| Vainqueur du tournoi de Montreux 1933 |
| ------------------------------------- |
| Stuggart RC 1°                        |